# Аркуры
Аркуры (Д’Аркуры; Харкорты; фр. La Maison d'Harcourt ; англ. House of Harcourt) — один из знатнейших родов Нормандии, который производит себя от датского викинга Бернара Датчанина (около 880 — после 960). Оставил заметный след в истории как Франции, так и Англии.
Первоначальное произношение фамилии во времена норманнов дискуссионно, однако на современном французском языке она читается, как Аркур, а на  современном английском, как Харкорт (при одинаковом написании).

## Происхождение
Когда в 911 году согласно договору, заключённому в Сен-Клер-сюр-Эпте, вождь викингов Роллон получил от короля Франции Карла Простоватого часть Бретани, провинции Руан, Кан и Эр, составившие в будущем территорию герцогства Нормандия, он раздал часть земель своим сподвижникам, которые участвовали с ним в рейдах против англосаксов и нейстрианцев. Феод Аркур, около Брионна, получил Бернар Датчанин, который и стал родоначальником рода.

## Франция и Англия
Династия была разделена на две ветви, английскую и французскую, которые существуют и по сей день. Замок Аркур, расположенный в департаменте Эр, провинция Верхняя Нормандия, построенный около 1100 года, также сохранился.

### Английская ветвь
В 11 веке Эрран Аркур и три его брата последовали за герцогом Нормандии Вильгельмом, и приняли участие в завоевании Англии, за что они были удостоены земель. Английские Аркуры вошли в число пэров сначала в качестве баронов, потом виконтов, а затем как графы. Первоначально Аркуры владели землями в Лестершире, однако в 1191 году Роберт Аркур из Босворта унаследовал земли своего зятя в Стэнтоне (англ.), Оксфордшир. 
Имения Харкортов в Стэнтоне до сих пор принадлежат семье, однако в период с 1756 по 1948 их главная резиденция располагалась в палладианской вилле Нанхем.
Для Саймона Харкорта (1661—1727), лорда-канцлера Великобритании, был учреждён титул Виконт Харкорт (англ.). Его старший сын не пережил отца, а для его внука, тоже Саймона Харкорта (1714—1777), лорда-лейтенанта Ирландии, был учреждён титул граф Харкорт (англ.). Его титул наследовали сначала старший сын, а затем младший сын, фельдмаршал, однако они оба скончались бездетными. Их кузен, Эдвард Вернон, Архиепископ Йоркский, унаследовал большую часть семейных владений, а также принял фамилию Харкортов, которое прибавил к своей собственной, и их геральдический щит. Королевское соизволение на это воспоследовало 15 января 1831 года, однако аристократические титулы Харкортов были погашены. Таким образом архиепископ Эдвард Вернон является основателем матрилинейной линии Вернон-Харкорт, причём фамилия его наследников часто сокращалась просто до Харкорт. Для одного из них, Льюиса Вернона Харкорта (1863–1922), министра по делам колоний, титул Виконт Харкорт был восстановлен вторично. Его сын, Уильям Харкорт, 2-й виконт, не оставил мужского потомства, после чего титул вторично угас в 1979 году.

### Французская ветвь
Брат Эррана, Роберт Аркур, сир Аркура, продолжил французскую ветвь семьи. Его потомки разделились на несколько ветвей, в том числе ветви Олондэ и Беврон, которые существуют до сих пор. К потомкам Роберта относится также композитор Эжен Аркур.
В 1966 году 126 членов английской и французской линии династии отметили 1000-летие дома. Торжества прошли в Нормандии в имении Шан-де-Батай при участии лорда Харкорта, маркиза д’Аркура, главы фамилии, и герцога д’Аркура, главы ветви Бёврон и, на тот момент, владельца имения Шан-де-Батай.